# Fedorianka
Fedorianka - Федорянка (rus) és un khútor del krai de Krasnodar, a Rússia. Es troba a la vora dreta del riu Kugo-Ieia, afluent del Ieia. És a 23 km al nord-oest de Kusxóvskaia i a 181 km al nord de Krasnodar.
Pertany al possiólok de Novomikhàilovskoie.